# Konoe Tadahiro
Konoe Tadahiro (近衛 忠熙) (né le 4 septembre 1808, mort le 18 mars 1898), fils de Konoe Motosaki, est un noble de cour japonais (kugyō) de la fin de l'époque d'Edo (1603–1868). Il exerce la fonction de régent kampaku pour l'empereur Kōmei  de 1862 à 1863. Sa consort est une fille adoptée de Shimazu Narioki, dixième daimyo du domaine de Satsuma. Il a avec elle deux fils, Tadafusa et Konoe Atsumaro qui est plus tard adopté par Tadafusa comme son fils. Il lui est accordé le titre de « prince » après la restauration de Meiji.

## Honneurs
- Prince (1884)
- Grand Cordon de l'Ordre du soleil levant (mars 1885)
- Grand Cordon de l'Ordre du soleil levant avec fleurs de Paulownia (26 septembre 1895)

### Ordre de préséance
- Cinquième rang senior : 26e jour, deuxième mois de la 13e année de l'ère Bunka (1816)
- Quatrième rang : 28e jour, troisième mois de la 13e année de l'ère Bunka (1816)
- Quatrième rang senior : 28e jour, douzième mois de la 13e année de l'ère Bunka (1816)
- Troisième rang : 7e jour, troisième mois de la 14e année de l'ère Bunka (1817)
- Troisième rang senior : 11e jour, huitième mois de la quatrième année de l'ère Bunsei (1821)
- Deuxième rang : 16e jour, troisième mois de la sixième année de l'ère Bunsei (1823)
- Deuxième rang senior : 4e jour, sixième mois de la septième année de l'ère Bunsei (1824)
- Premier rang : 5e jour, sixième mois de la cinquième année de l'ère Tenpō (1834), entre plus tard dans les rangs bouddhistes et se voit restaurer dans son rang le 7e jour, sixième mois de la seconde ère Bunkyū (1862)
- Premier rang senior : (17 mars 1904; à titre posthume)

## Source de la traduction
- (en) Cet article est partiellement ou en totalité issu de l’article de Wikipédia en anglais intitulé « Konoe Tadahiro » (voir la liste des auteurs).